# فیزیولوژی کلیه

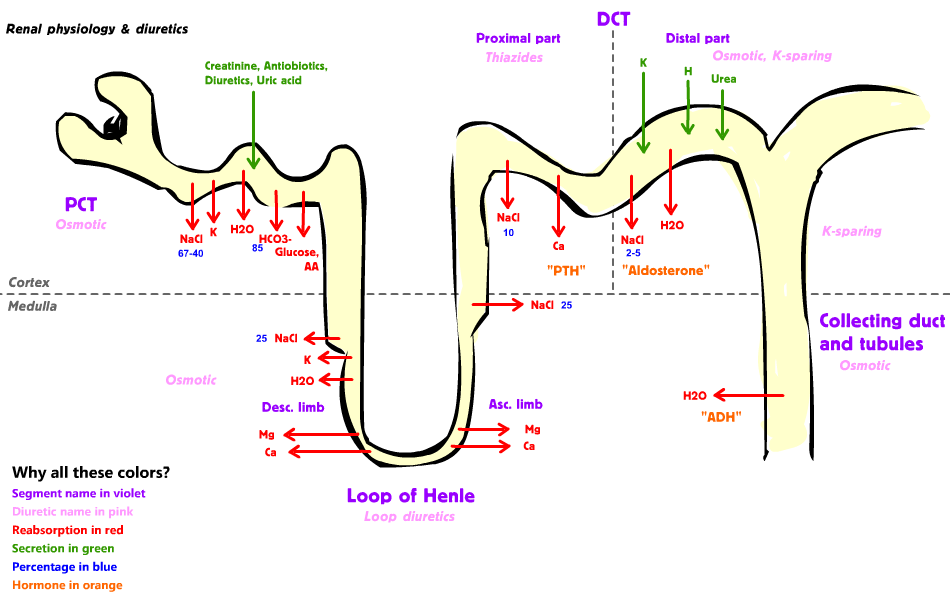
تصویر نشان دهنده فیزیولوژی طبیعی کلیه و همچنین نمایش محل اثر برخی از دیورتیک‌ها و عمل آن‌ها.

فیزیولوژی کلیه دانش فیزیولوژی مربوط به کلیه است که شامل تمام کارکردهای آن از جمله باز جذب گلوکز، اسید آمینه و دیگر مولکول‌های کوچک، تنظیم یون‌های سدیم، پتاسیم و دیگر الکترولیت‌ها است. نیز تنظیم تعادل مایعات  و روش تنظیم فشار خون در بدن سالم٬ حفظ تعادل اسید و باز٬ تولید انواع هورمون از جمله اریتروپوئیتین و نیز فعال‌سازی ویتامین د می‌باشد.

## عملکرد
عملکرد کلیه را می‌توان به سه گروه تقسیم کرد:
ترشح هورمون-گلوکونئوژنز- هموستاز پی‌هاش در برون‌یاخته‌ و اجزای خون.